# Sune Eriksson
John Sune Eriksson (* 19. März 1939) ist ein Politiker der Liberalen auf Åland LIB, der unter anderem von 1988 bis 1991 Lantråd von Åland sowie zwischen 1999 und 2000 Präsident des Lagting, des Parlaments von Åland, war.

## Leben
John Sune Eriksson war zunächst als Polizist und fungierte zwischen 1977 und 1980 als Polizeichef in Mariehamn, ehe er 1980 Hauptkommissar im Polizeidistrikt Åland wurde. Er wurde für die Liberalen auf Åland LIB (Liberalerna på Åland) bei der Parlamentswahl 1979 erstmals zum Mitglied der Lagting, des Parlaments von Åland, gewählt und gehörte dieser nach seinen Wiederwahlen 1983, 1987, 1991, 1995 und 1999 vom 1. November 1979 bis zum 31. Oktober 2003 an. Zu Beginn seiner Parlamentszugehörigkeit war er unter anderem vom 1. November 1979 bis zum 31. Oktober 1981 Mitglied des Hauptausschusses (Stora utskottet) sowie zwischen dem 1. November 1980 und dem 31. Oktober 1981 erst Mitglied, dann vom 1. November 1981 bis zum 31. Oktober 1983 stellvertretender Vorsitzender und schließlich zwischen dem 1. November 1983 und dem 20. April 1988 Vorsitzender des Rechtsausschusses (Lagutskottet). Zugleich gehörte er vom 1. November 1983 bis zum 20. April 1988 der Vorsitzendenkonferenz (Talmanskonferensen) als Mitglied an.
Am 20. April 1988 wurde Eriksson als Nachfolger von Folke Woivalin Lantråd von Åland und bildete daraufhin das Kabinett Sune Eriksson, welches bis zum 28. November 1991 im Amt blieb und daraufhin vom Kabinett Erlandsson vom neuen Lantråd von Åland, Ragnar Erlandsson, vom Åländischen Zentrum C (Åländsk Center) abgelöst wurde.
Im Anschluss war Sune Eriksson vom 2. Dezember 1991 bis zum 31. Oktober 1999 erneut Vorsitzender des Rechtsausschusses und als solcher auch wieder Mitglied der Vorsitzendenkonferenz. Zugleich gehörte er zwischen dem 1. November 1992 und dem 31. Oktober 1995 dem Hauptausschuss sowie vom 1. November 1992 bis zum 28. März 2001 dem Ausschuss für Selbstverwaltungspolitik (Självstyrelsepolitiska nämnden) als Mitglied an. Am 1. November 1995 wurde er Erster Vizepräsident des Lagting und bekleidete dieses Amt bis zum 31. Oktober 1999 und gehörte in dieser Zeit auch der Kanzleikommission (Kanslikommissionen) als Mitglied an. Im Anschluss löste er am 1. November 1999 Ragnar Erlandsson als Parlamentspräsident (Talman, Ålands Lagting) ab und behielt diese Funktion bis zum 31. Oktober 2001, woraufhin Ragnar Erlandsson ihn wiederum ablöste. Als Parlamentspräsident fungierte er zugleich zwischen dem 1. November 1999 und dem 31. Oktober 2000 als Vorsitzender der Vorsitzendenkonferenz sowie als Vorsitzender der Kanzleikommission. Zuletzt wurde er am 28. März 2001 als Minister für Soziales und Umwelt in das Kabinett Nordlund II von Åland Roger Nordlund berufen und gehörte diesem bis zum 26. November 2003.